# Wöllmisse
Die Wöllmisse (mundartlich Wölmse) ist eine bis 404,8 m ü. NHN hohe Hochebene östlich des Saaletals bei der kreisfreien Stadt Jena und im Landkreis Saale-Holzland in Thüringen.

## Geografische Lage
Die Wöllmisse grenzt an das Tal der Roda im Süden, das Jenaer Saaletal im Westen, das Gembdenbachtal im Norden sowie das Stadtgebiet von Bürgel und das Gleistal im Osten. Bei Rodigast ist der Höhenzug über einen Sattel mit der Formation Jenzig–Hufeisen–Alter Gleisberg verbunden. Der geringste Höhenunterschied besteht im Bereich Schöngleina-Zinna, wo die Hochfläche nur allmählich in die niedriger gelegenen Höhen in Richtung Klosterlausnitz übergeht.
Angrenzende Gemeinden sowie Stadt- und Ortsteile von Jena sind (im Uhrzeigersinn im Norden beginnend): Großlöbichau mit dem Ortsteil Kleinlöbichau; die Bürgeler Ortsteile Rodigast und Lucka; Schöngleina mit Zinna; Schlöben mit den Ortsteilen und Siedlungen Mennewitz, Zöttnitz, Rabis und Fraitsch, sowie die Jenaer Stadtteile Ilmnitz, Drackendorf, Lobeda, Wöllnitz, Ziegenhain, Wenigenjena, Jenaprießnitz und Wogau. Ebenfalls werden auch Trockhausen, Gröben, und Podelsatz zu den Wöllmisse-Dörfern gezählt, die alle am südlichen Fuß des Höhenzuges zur Roda hin liegen.
Im Südwesten der Wöllmisse befindet sich bei Lobeda, einem Jenaer Stadtteil, die Ruine der 1166 erstmals erwähnten Lobdeburg.

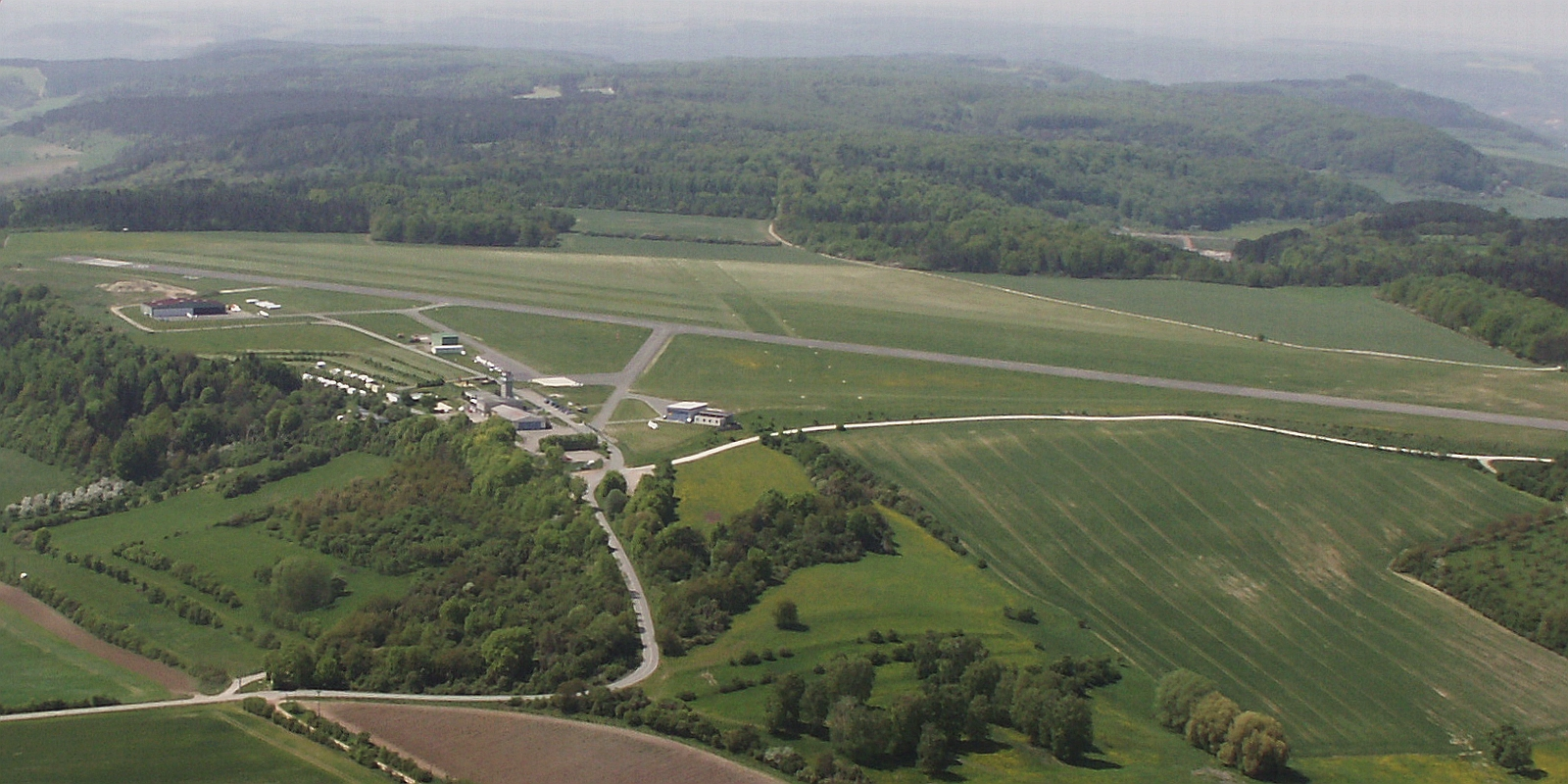
Flugplatz Jena-Schöngleina

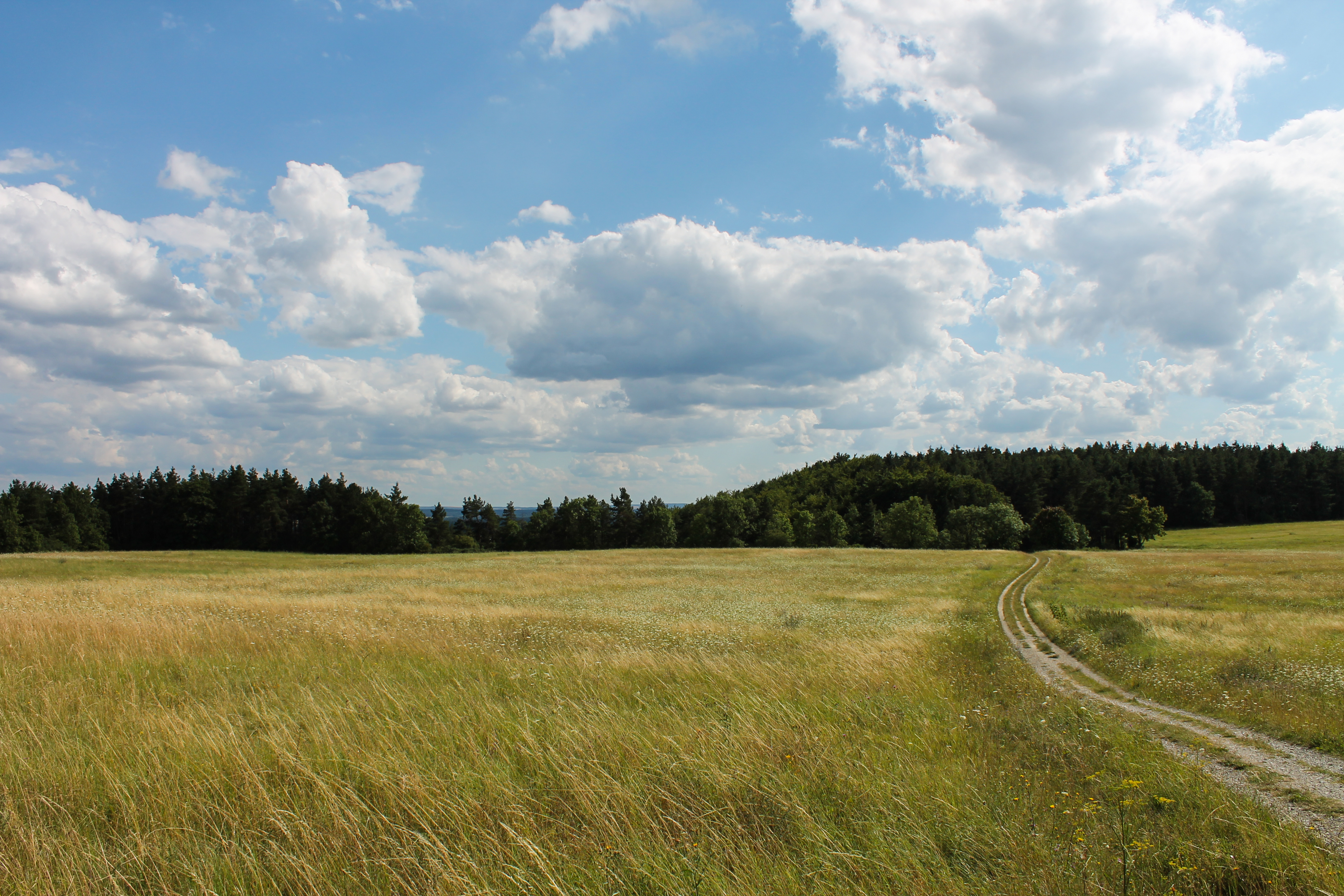
Die Wöllmisse mit Blick Richtung Jena-Lobeda, nahe der Sommerlinde

Auf dem östlichen Teil der Hochfläche befindet sich der Flugplatz Jena-Schöngleina.

## Berge

Die Kernberge von Winzerla aus gesehen

Neben dem geschlossenen Hochplateau der Wöllmisse mit maximal 404,8 m Höhe gibt es mehrere durch Täler entstandene Bergvorsprünge. Die größten sind die Kernberge und der Jenaer Hausberg und die Johannisberge im Westen. Sie ragen maximal rund 250 m über das Saaletal hinaus. Die wichtigsten Berge sind – sortiert nach Höhe in Meter (m) über Normalhöhennull (NHN):
- Erhebung bei der Siedlung Luftschiff (früher Burgrabis; 404,8 m), nördlich von Rabis
- Kernberge (391,6 m), südöstlich von Jena (Zentrum)
  - Hummelsberg (375,2 m), nördlich von Wöllnitz
- Wachtelberg (399,2 m), nordnordöstlich von Drackendorf
- Jenaer Hausberg (391,7 m), östlich von Jena (Zentrum)
- Einsiedlerberg (389,2 m), östlich von Drackendorf
- Hirschberg (386,0 m), südlich von Wogau
- Wölmse (383,1 m), südlich von Kleinlöbichau
- Johannisberg (Läuseberg; 373,0 m), nordöstlich von Alt-Lobeda
- Schloßberg (ca. 300 m), südöstlich von Alt-Lobeda (mit der Lobdeburg)

## Schutzgebiete
Auf der gesamten Wöllmisse liegen Teile des Landschaftsschutzgebiets Mittleres Saaletal (CDDA-Nr. 20826; 1972; 166,0169 km²). Großteile der bewaldeten Hochebene gehörten zum Kerngebiet des Ende 2007 ausgelaufenen Naturschutzgroßprojektes Orchideenregion Jena – Muschelkalkhänge im mittleren Saaletal. Diese Flächen zählen nun zum Naturschutzgebiet Kernberge und Wöllmisse bei Jena (CDDA-Nr. 329484; 2001 ausgewiesen; 20,7766 km² groß). Auf Großteilen der Landschaft befinden sich Teile des Fauna-Flora-Habitat-Gebiets Kernberge-Wöllmisse (FFH-Nr. 5035-304; 20,45 km²).

## Geschichte

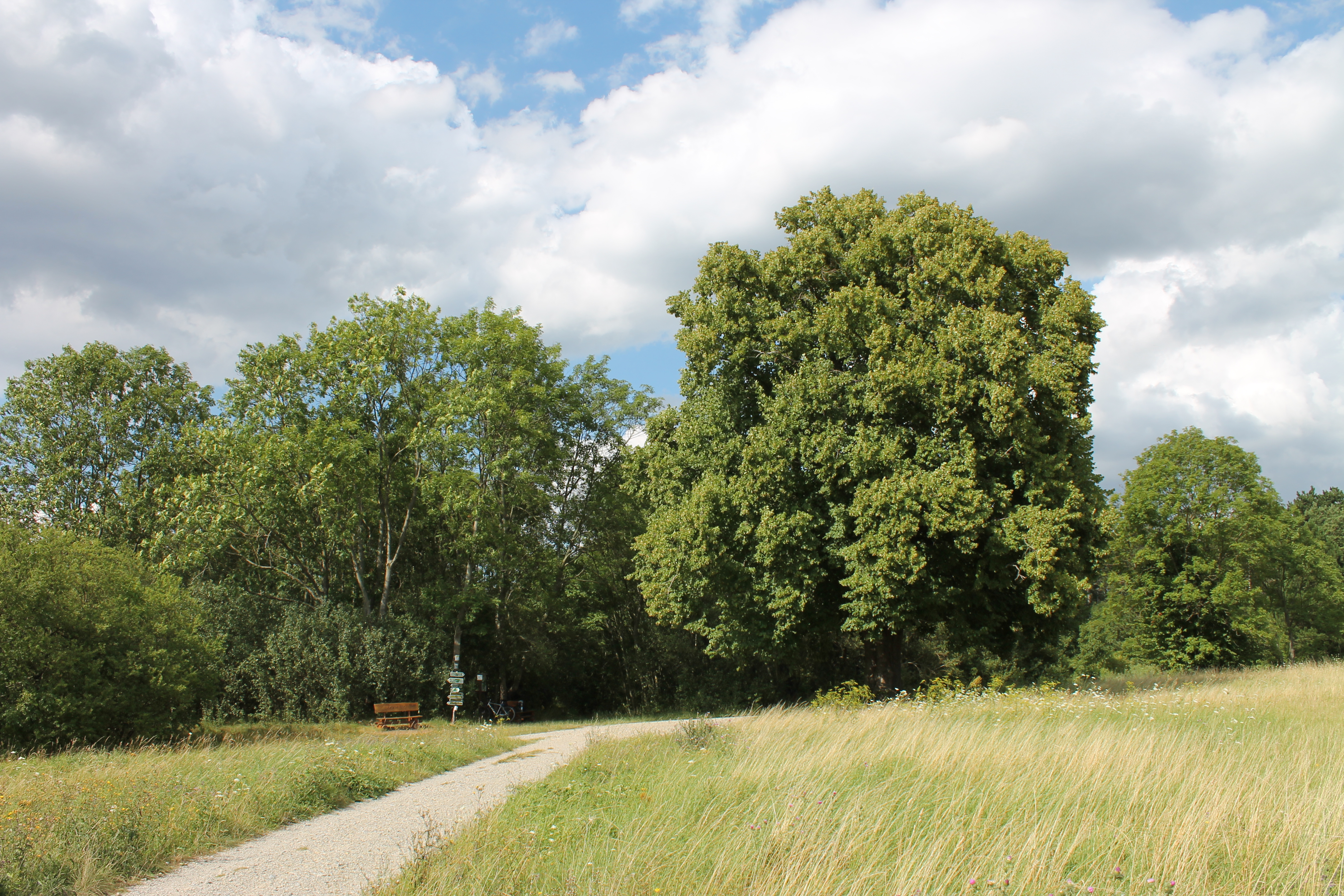
Sommerlinde beim ehemaligen Vorwerk Drackendorf

Im Jahr 1856 wurde in der Nähe des Vorwerkes Fraitsch ein bedeutender Hort aus der Hallstattzeit entdeckt, der als „Depotfund von Schlöben“ eingegangen ist. Dies belegt, dass die Wöllmisse bereits vor 2500 bis 3000 Jahren besiedelt war.
Der Höhenzug wird namentlich erstmals 1349 als „Welmuse“ erwähnt. Für den Landschafts- und Ortsnamen Wöllnitz, der in enger Verbindung mit der Wöllmisse steht, gibt es zwei Deutungen:
- Der Name leitet sich als Velnica von dem slawischen „vel“ ab, was „Rodung“ bedeutet.[2]
- Der Name geht auf das althochdeutsche Wort walmiso zurück, was „feuchter Bergwald“ bedeutet.[2]

Der Sage nach hat es in den Wäldern der Wöllmisse ein Waldfräulein gegeben, das auf einem weißen Hirsch ritt. Ein Jäger wollte das Tier erschießen, aber er verfehlte den Hirsch. Seitdem soll auf den Höhen kein einziges Stück Wild mehr erlegt worden sein.
Früher gab es eine Reihe weiterer Ansiedlungen im Gebiet der Wöllmisse. 1471 wird in einer Urkunde des Klosters Roda die Wüstung Drauschwitz in der Nähe von Mennewitz genannt. Die Kirche des eingegangenen Dorfes war noch einige Jahrhunderte lang erhalten. Eine weitere Wüstung, von der bislang allerdings keine urkundlichen Belege existieren, ist Hungersdorf in der Gemarkung Großlöbichau. Sie erschließt sich nur durch Flurbezeichnungen. Eventuell ist hier eine der drei im Bürgelschen Erbzinsregister von 1485 bis 1492 erwähnten „Löbichau“ zu erschließen.

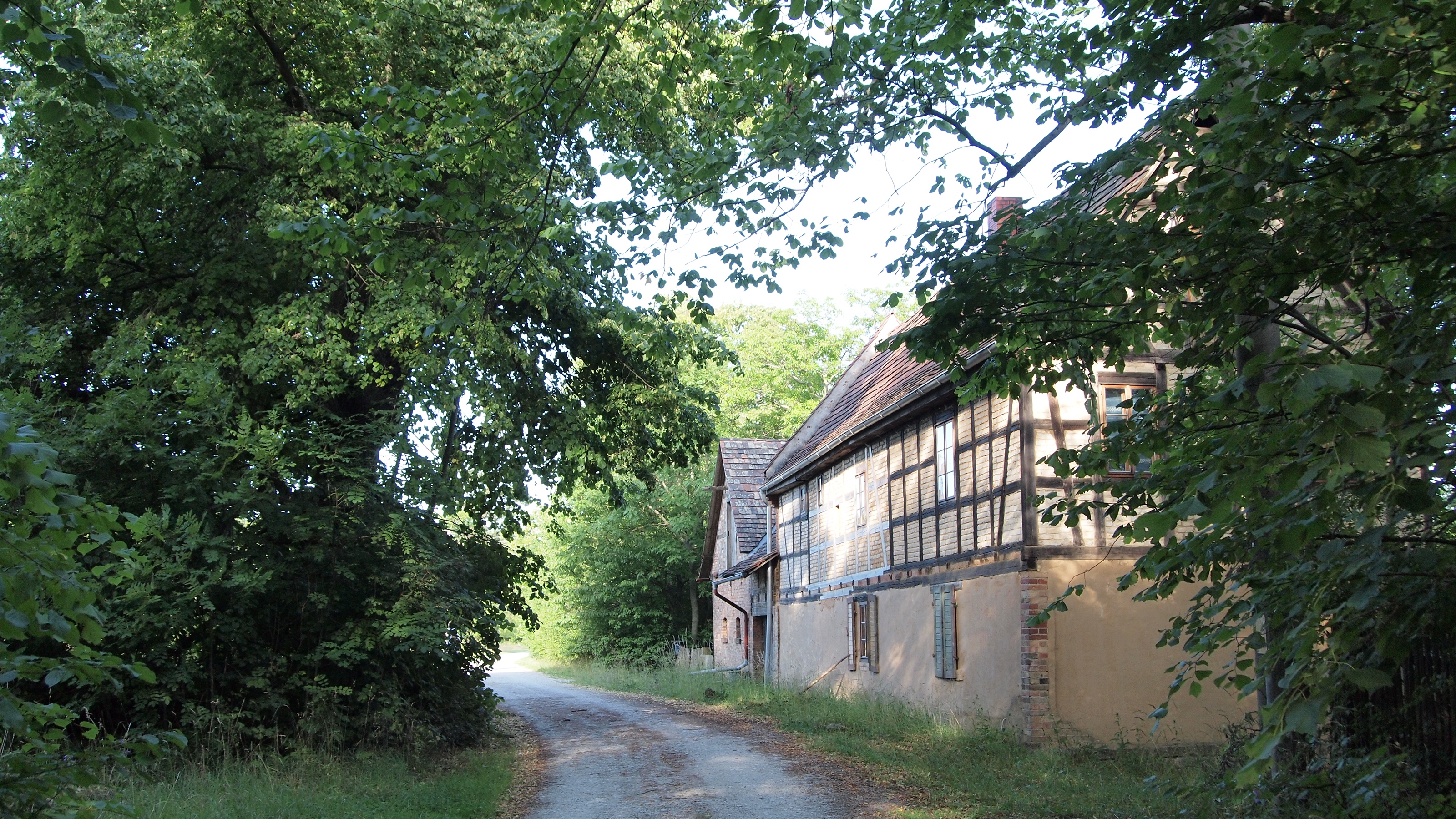
Ehemaliger Bauernhof in Burgrabis

Weitere Wüstungen im Bereich der Wöllmisse sind: Büsitz/Büschitz, Schlendorf, Oberrodigast, Lodensitz, Hirschdorf, Selzdorf und Clöchwitz. Nicht zu vergessen sind die beiden Vorwerke Drackendorf (heute wüst) und Luftschiff (früher Burgrabis), die von den Grundherren zu Drackendorf und Schlöben zur Bewirtschaftung der Hochfläche geschaffen wurden und gleichzeitig den Verlauf einer ehemaligen Handelsroute markieren.
Während des Mittelalters wurde die Wöllmisse fast vollständig gerodet und an den günstig gelegenen Hängen Weinbau betrieben. Seit dem letzten Jahrhundert begann man wieder verstärkt aufzuforsten. Die Wöllmisse ist ein wichtiges Naherholungsgebiet für Jena, besonders mit ihren Hängen zu Jena, den Kernbergen sowie dem Pennickental.